# 99%
99% (2013) es el séptimo álbum de estudio del grupo español Ska-P. Se lanzó el 5 de marzo de 2013. El álbum cuenta con 15 canciones.
El título hace referencia al porcentaje de la población que es dominada y oprimida, y el 1% restante son los que dominan, tal como se dice en un fragmento de la canción Ska-pa: "Es la música lo que nos hace sentir libres, escapando de las mentiras de un mundo patentado, donde el 1% de la población, es la que domina al resto. Organízate y lucha, somos el 99%...".
La carátula describe a un policía (antidisturbios) marcando a un ciudadano con el símbolo de 99%, haciendo referencia al porcentaje de todos los oprimidos. Cabe destacar que el policía también está marcado como parte de dicho 99%. En el fondo se ven imágenes de rebeliones y revueltas. En la contraportada aparece el Gato López con este mismo símbolo.
El 5 de febrero de 2013, dos de las canciones del nuevo álbum se subieron a las plataformas de iTunes y Spotify. Estas se titulan respectivamente «Canto a la rebelión» y «Se acabó».
Aparecen temas habituales en discos anteriores y algunos otros nuevos como una crítica hacia los medios de comunicación, una remuneración a los maquis y el miedo que ejercen "los que están por arriba", como en el caso de "Pandemia S.L" y "Se acabó".

## Lista de canciones
| N.º | Título                    | Duración |  |
| 1.  | «Full Gas» (Instrumental) | 03:09    |  |
| 2.  | «Canto a la rebelión»     | 04:39    |  |
| 3.  | «Ciudadano papagayo»      | 04:08    |  |
| 4.  | «Pandemia S.L.»           | 04:02    |  |
| 5.  | «Se acabó»                | 04:10    |  |
| 6.  | «Ska-Pa»                  | 03:53    |  |
| 7.  | «Marinaleda»              | 04:23    |  |
| 8.  | «Alí Babá»                | 02:56    |  |
| 9.  | «Victoria»                | 03:22    |  |
| 10. | «Bajo vigilancia»         | 04:03    |  |
| 11. | «Maquis»                  | 05:06    |  |
| 12. | «Oniómanos»               | 03:20    |  |
| 13. | «¿Quiénes sois?»          | 04:09    |  |
| 14. | «Radio falacia»           | 03:30    |  |
| 15. | «África agónica»          | 04:52    |  |

## Personal
Ska-P
- Roberto Gañan Ojea (Pulpul): Vocalista, guitarra rítmica
- Ricardo Delgado (Pipi): Segunda voz
- José Miguel Redin (Joxemi): Guitarra líder, coros
- Julio César Sánchez (Julitros): Bajo, coros
- Alberto Javier Amado (Kogote): Teclado, coros
- Luis Miguel García (Luismi): Batería

Músicos adicionales
- Alberto Pérez - Trompeta
- Garikoizt Badiola (Gari) - Trombón
- Juanan Rivas Sabriega - Trompeta y violín
- Jorge Rodríguez "Chino" - Saxofón

## Personal adicional
- Tony López - Productor
- Marisa Martín - Productor ejecutivo y asistente de producción
- Rubén Suárez - Grabación e ingeniero de sonido, mezcla y masterización
- Alicia, Carolina y Erik - Coros en "Alí Babá"
- Gaby Magaña (Shaiko) - Programación y "Grandes Ideas"
- Pipi y Maki - Fotos de la banda
- Vizcarra - Ilustraciones

## Nominación al Grammy
Gracias a este disco publicado en 2013, el grupo español Ska-P estuvo nominado al Grammy mejor grupo latino en ese mismo año. Al parecer, fueron inscritos por su mánager. Tan pronto como los integrantes del grupo vieron esto, decidieron rechazar la nominación y publicar la frase por las redes sociales "que le den el Grammy a Obama y lo ponga junto al Nobel de la Paz".